# 庫布拉科韋
51°2′35″N 33°52′4″E / 51.04306°N 33.86778°E
庫布拉科韋（烏克蘭語：Кубракове）是位於烏克蘭東北部的村莊，由蘇梅州科諾托普區的布林市鎮負責管轄。該村處於捷爾恩河右岸，分別距離茹基夫卡1公里和下薩加里夫卡3公里，海拔高度139米，2001年人口9。